# 昆士蘭羽雙線鮃
昆士蘭羽雙線鮃為輻鰭魚綱鰈形目鰈亞目鮃科的其中一種，為熱帶海水魚，分布於西太平洋澳洲及巴布亞紐幾內亞海域，棲息深度35-60公尺，體長可達18公分，棲息在底層水域，以底棲生物為食，生活習性不明。